# Millien Pierre Jean
 (mars 2023).
Millien Pierre Jean, originaire de Lascahobas, est un chanteur, compositeur, guitariste et beat-maker haïtien.

## Biographie

### Son parcours
C'est à l’église que Millien Pierre Jean a fait son premier contact avec la musique. Le grand public a découvert ses talents de chanteur en 2013 à travers la 7e édition du concours Digicel Stars dont il est d'ailleurs sorti champion. Cependant, Digicel Stars n'est pas son premier prix. Avant, soit en 2010, dans sa ville natale, il a remporté un concours organisé par la radio MEN FM.
Il demeure qu'« il est le seul gagnant de Digicel Stars à avoir des hits en rotation sur la bande FM » d'Haïti.

#### Discographie
« M bezwen yon fanm » est le premier titre qu'il a sorti une année après avoir remporté la 9e finale de Digicel Stars, soit en 2014. Toutefois, « Peye Pote » est son premier grand hit et l'a permis de se rehausser davantage dans l'industrie musicale haïtienne. Ce titre, sorti en 2019, est un mélange de Rabòday, de Kizoumba-zouk et de compas. Dans la foulée, il sort « Les aventures de Pierre Jean » qui est une série musicale constituée de quatre titres à succès : « kòm si m pa wè » (2020), « Ex ou ye » (2020), « She’s hot » (2021) et « Padon » (2021),,,.

#### Scène internationale
Millien Pierre Jean a réalisé en janvier 2023 une tournée dans les Antilles et en France avec son mini-band composé d’un guitariste, d’un batteur, d’un bassiste et d’un keyboardiste.